# Anomobryum harriottii
Anomobryum harriottii là một loài Rêu trong họ Bryaceae. Loài này được (R. Br. bis) Dixon mô tả khoa học đầu tiên năm 1926.